# Fosfor
Fosfor je kemijski element atomskog (rednog) broja 15 i atomske mase 30,973762(2). U periodnom sustavu elemenata predstavlja ga simbol P.
Fosfor je pri sobnoj temperaturi kruta tvar. Pojavljuje se u tri alotropske modifikacije: kao bijeli, crveni i crni fosfor.

## Nalazišta i dobivanje fosfora
Fosfor je jedini element 15. skupine periodnog sustava kojeg u prirodi nema u slobodnom stanju. Nalazi se u stijenama – u sastavu mnogih minerala i u tlu, gdje nastaje razgradnjom stijena ili biljnih ostataka. Poznato je oko 170 različitih minerala fosfora, od kojih su najvažniji fosforit (Ca3(PO4)2) i apatit, budući su sirovine za proizvodnju fosfora i drugih fosfornih spojeva.
Fosfor je jedanaesti element po rasprostranjenosti u Zemljinoj kori. Ima ga oko 700ppm.
Mineral hidroksiapatit je glavni sastavni dio zubne cakline. Može prijeći u fluor-apatit reakcijom s fluoridnim anionima. Fluoridni anioni dodani vodi za piće i zubnoj pasti sprječavaju karijes, jer je fluorapatit slabije topljiv u kiselinama u ustima od hidroksiapatita.
Fosfor je potreban za razvoj živih organizama, koji ga sadrže u obliku raznih organskih spojeva i kalcijeva fosfata. U biljkama su ti spojevi prvenstveno u plodovima i zrnju, a kod kralježnjaka najviše u sastavu kostiju i zubi, zatim u mišićima, mozgu i živčanim stanicama. Kalcijeva fosfata ima mnogo i u naslagama izmeta ptica – guano, koji se rabi kao mineralno gnojivo. Maseni udio kalcijeva fosfata u kostima iznosi oko 60%.
Elementarni se fosfor dobiva redukcijom fosforita koksom uz silicijev dioksid u električnim pećima pri 1300-1450°C. Zbog visoke temperature u peći, fosfor se nalazi u obliku para koje se odvajaju od ugljikova(II) oksida kondenzacijom pod vodom. Dobiveni tekući fosfor se lijeva u kalupe, u kojima skrućivanjem nastaju šipke bijelog fosfora. Produljenim grijanjem bijelog fosfora bez pristupa zraka nastaje crveni fosfor.

## Fizikalna i kemijska svojstva fosfora
Pojavljuje se u više alotropskih formacija, od kojih svaka ima svoja fizikalna svojstva.
Bijeli fosfor (P4)
To je poluprozirna, bezbojna krutina koja s vremenom požuti zbog formiranja stabilnije konfiguracije crvenog fosfora u tragovima. Čuva se ispod vode. Na zraku pokazuje kemiluminiscenciju i pirofornost, goreći otprilike na oko 2.750 Celzijevih stupnjeva na zraku toplijeg od 30 stupnjeva. Fosforescencija, koja je kao i fosfor dobila ime po grčkoj riječi Φωσφόρος, posve je drukčiji proces i nije odgovorna za njegovo svijetljenje.
Vrlo je raširen u vojnoj uporabi kao efikasna dimna zavjesa, i kao zapaljivo sredstvo pri ubijanju ljudskih meta.
Bijeli fosfor je građen od četveroatomnih molekula koje imaju oblik pravilnog tetraedra. Atomi fosfora su u vrhovima tetraedra i svaki se veže s još tri atoma fosfora jednostrukim kovalentnim vezama. Gotovo se nikako ne otapa u vodi, ali je dobro topljiv u ugljikovom disulfidu. Vrlo je reaktivan, pa se fino razdijeljen spontano zapali na zraku već pri sobnoj temperaturi, a u većim komadima iznad 60 °C. Da bi se spriječilo samozapaljenje, bijeli fosfor se čuva u destiliranoj vodi.
Zbog svoje samozapaljivosti upotrebljava se u vojne svrhe za punjenje granata i avionskih požarnih bombi. Pri eksploziji granata ili bombe, komadići fosfora padaju na razne objekte, zapale ih i izazivaju požar.
Bijeli fosfor je jak otrov i gori na esktremno visokoj temperaturi, pa za čovjeka toksična, smrtonosna doza iznosi samo 50 mg. Za dokazivanje tragova bijelog fosfora pri trovanju u analitičkoj se kemiji koristi upravo pojava kemiluminiscencije. Fosfor na koži izaziva opekotine koje se teško liječe, a progutan se ponaša kao sistemski otrov. Kronično izlaganje bijelom fosforu dovodi do osteonekroze vilice, između ostalog.
Burno reagira s halogenim elementima i ostalim oksidirajućim tvarima.
Sagorijevanjem fosfora nastaje bijeli gusti dim fosforovog(V) oksida:
P4(s) + 5 O2(g) --> P4O10(s)
Dim odmah reagira s vodenom parom u zraku i stvara gustu maglu fosforne kiseline.
Crveni fosfor (P4(n)) je krutina čija nijansa boje varira između crvene i ljubičaste i ovisi o veličini čestica. Stabilan je na suhom zraku, a na vlažnom se nakon par godina namoči fosfornom kiselinom.
Dobiva se duljim grijanjem bijelog fosfora na temperaturi iznad 260 °C, bez nazočnosti zraka. Praktično je netopljiv u svim otapalima. Zapaljiv je i tijekom gorenja djelomice prelazi u bijelu modifikaciju.
Njegova polimerna lančana molekula sastavljena je od molekula P4.
Ljubičasti fosfor može se dobiti popuštanjem (proces suprotan kaljenju) crvenog fosfora iznad 550 °C tijekom jednog dana. 1865. godine Hittorf je otkrio da ga je moguće iskristalizirati iz taline olova. Nije otrovan.
Crni fosfor ima složenu, polimernu, slojevitu strukturu sličnu grafitu, poluvodičkih je svojstava, a nastaje kao i crveni fosfor, zagrijavanjem bijelog fosfora bez pristupa zraka, ali pod visokim tlakom od 12000 do 35000 bara, ovisno o temperaturi. Predstavlja još složeniju polimernu molekulu od crvenog fosfora i postojan je samo pri visokom tlaku. Na zraku se prekrije tankim slojem fosforne kiseline zbog čega ga je relativno teže zapaliti od ostalih modifikacija. Nije otrovan.

## Spojevi
Industrijski najvažniji spoj fosfora je fosforna kiselina koja se dobiva iz fosforovog(V) oksida.
- Kalcijev fosfat (fosforit) u prirodi nastaje kao produkt djelovanja fosforne kiseline iz bioloških ostataka na kalcit; nastaje i trošenjem apatita.

## Fosforna mineralna gnojiva
Fosfor uz dušik i kalij spada u biogene elemente neophodne za razvoj biljaka. Kako često u tlu nedostaje, valja ga dodavati u obliku mineralnih gnojiva.
Prirodni fosfati (fosforit, apatit, guano /izmet ptica/ i dr.) uglavnom se sastoje od kalcijeva fosfata, koji je netopljiv u vodi, pa ga biljke ne mogu iskorištavati. Zato se kalcijev fosfat reakcijom sa sumpornom ili fosfornom kiselinom pretvara u vodi topljivi kalcijev dihidrogenfosfat. Na taj se način dobivaju umjetna gnojiva poznata pod nazivom superfosfat i tripleks.
Tripleks ili trostruki kalcijev dihidrogenfosfat je pogodnije gnojivo od superfosfata jer se njime u zemljište ne unosi nepotrebni netopljivi gips (CaSO4 x 2 H2O) kojeg ima u superfosfatu.
Da bi se zadovoljile potrebe biljaka ne samo za fosforom, nego istodobno i za dušikom i kalijem, najčešće se rabe složena gnojiva, kao što je "NPK". Sadržaj hranjivih elemenata dušika (N), fosfora (P) i kalija (K) iskazuje se kao maseni omjer dušika, fosforova oksida i kalijeva oksida (N : P2O5 : K2O). Taj se omjer naziva formulacija gnojiva i može biti vrlo različit, što ovisi o vrsti zemljišta i biljnim kulturama.
Za pravilnu upotrebu mineralnih gnojiva mora se uvijek imati u vidu zakon minimuma. Taj je zakon postavio sredinom 19. stoljeća njemački kemičar Justus von Liebig. Prema njemu, urod određene biljne kulture ovisi o najmanje zastupljenom elementu u tlu, a povećano dodavanje jednog elementa ne može nadoknaditi manjak drugog elementa.

## Zanimljivosti
- Fosforovo svojstvo samozapaljivosti možemo objasniti gorenjem obične žigice. Glavica žigice sastoji se od smjese kalijeva klorata, antimonova sulfida, staklenog praha i ljepila. Površina kutije žigica, dio o koji se tare glavica pri paljenju, prekrivena je smjesom crvenog fosfora, antimonova sulfida i ljepila. Trenjem glavice o površinu kutije stvara se toplina zbog koje mala količina crvenog fosfora prelazi u bijeli, koji se zatim na zraku sam zapali. Taj se plamen prenese na glavicu žigice i na kraju se zapali i samo drvce.

- Fosfor je 1669. prvi otkrio i izolirao njemački alkemičar Hennig Brandt, tragajući za "kamenom mudrosti". Suhom destilacijom uparenih ostataka trule mokraće dobio je malu količinu bijelog fosfora.

## Vanjske poveznice
- FOSFOR, P - Spojevi, dobivanje i uporaba  Arhivirana inačica izvorne stranice od 18. veljače 2021. (Wayback Machine) Berislav Dopuđa: Periodni sustav elemenata, u suradnji s Prehrambeno biotehnološkim fakultetom u Zagrebu

| H  |    |    |    |    |    |    |    |    |    |    |    |    |    |    |    |    |    |    |    |    |    |    |    |    |    |    |    |    |    |    | He |
| Li | Be |    |    |    |    |    |    |    |    |    |    |    |    |    |    |    |    |    |    |    |    |    |    |    |    | B  | C  | N  | O  | F  | Ne |
| Na | Mg |    |    |    |    |    |    |    |    |    |    |    |    |    |    |    |    |    |    |    |    |    |    |    |    | Al | Si | P  | S  | Cl | Ar |
| K  | Ca | Sc |    |    |    |    |    |    |    |    |    |    |    |    |    |    | Ti | V  | Cr | Mn | Fe | Co | Ni | Cu | Zn | Ga | Ge | As | Se | Br | Kr |
| Rb | Sr | Y  |    |    |    |    |    |    |    |    |    |    |    |    |    |    | Zr | Nb | Mo | Tc | Ru | Rh | Pd | Ag | Cd | In | Sn | Sb | Te | I  | Xe |
| Cs | Ba | La | Ce | Pr | Nd | Pm | Sm | Eu | Gd | Tb | Dy | Ho | Er | Tm | Yb | Lu | Hf | Ta | W  | Re | Os | Ir | Pt | Au | Hg | Tl | Pb | Bi | Po | At | Rn |
| Fr | Ra | Ac | Th | Pa | U  | Np | Pu | Am | Cm | Bk | Cf | Es | Fm | Md | No | Lr | Rf | Db | Sg | Bh | Hs | Mt | Ds | Rg | Cn | Nh | Fl | Mc | Lv | Ts | Og |

| Alkalijski metali | Zemnoalkalijski metali | Lantanoidi | Aktinoidi | Prijelazni metali | Slabi metali | Polumetali | Nemetali | Halogeni elementi | Plemeniti plinovi |